# Ефект знайомства
Ефе́кт знайо́мства — це психологічний феномен вираження симпатії до речей лише через те, що вони знайомі людині. У соціальній психології цей ефект іноді називають принципом фамільярності. Ефект був продемонстрований у багатьох видах речей, включаючи слова, китайські ієрогліфи, картини, зображення облич, геометричні фігури та звуки.  У дослідженнях міжособистісної привабливості з'ясували, що чим частіше хтось бачить людину, тим приємнішою та симпатичнішою вона вважає цю людину.

## Дослідження
Перші відомі дослідження ефекту провів Густав Фехнер у 1876 році.  Едвард Б. Тітченер також задокументував ефект і описав, що відчув «тепло всередині» в присутності чогось знайомого . Однак, його гіпотеза була спростована: після випробувань результати показали, що посилення переваг до об'єктів не залежать від суб'єктивних вражень індивіда про те, знайомий він з цим об'єктом чи ні. Відмова від гіпотези Тітченера стимулювала подальші дослідження та розвиток сучасної теорії. Найбільш відомий дослідник ефекту знайомства — Роберт Зайонц.

### Зайонц (1960—1990)
У 1960-х роках Роберт Зайонц продемонстрував у серії лабораторних експериментів, що піддаючи досліджуваних знайомим стимулам, вони оцінювали їх позитивніше, ніж інші, подібні стимули, які не були знайомими.  Спочатку Зайонц розглядав мову та частоту вживаних слів. Він виявив, що загалом позитивні слова використовувались частіше, ніж їхні негативні аналоги.  Пізніше він показав подібні результати для різноманітних подразників, таких як багатокутники, малюнки, нісенітниці та ідіографи, судячи з різноманітних процедур, таких як симпатія, приємність та заходи вимушеного вибору.
У 1980 році Зайонц запропонував гіпотезу афективної першості: що афективна реакція (наприклад, симпатія) може бути «викликана з мінімальним вхідним стимулом». За допомогою експериментів з ефектом знайомства Зайонц прагнув надати докази гіпотези афективної першості, а саме те, що афективні судження приймаються без попередніх когнітивних процесів. Ця гіпотеза була перевірена через показ «повторюваних стимулів» учасникам експерименту на підсвідомому рівні, тобто самі учасники не встигали свідомо помітити чи впізнати стимули (коли їх запитували, чи бачили вони зображення, їхні відповіді були на рівні випадкового вгадування), але учасники експерименту продовжували демонструвати афективне упередження до неодноразово показаних стимулів. Зайонц порівняв результати експерименту, де стимули були показані довше, що дозволило усвідомити побачене, з результатами експерименту, де стимули були показані настільки швидко, що усвідомлення було відсутнє. В результаті він дійшов до висновку, що стимули, які показувались коротше і не були впізнані, викликали швидшу реакцію симпатії, ніж ті, що були показані на свідомому рівні. 
В одному експерименті для перевірки ефекту знайомства використовували курячі яйця. Звукові сигнали двох різних частот звучали різним групам курчат, поки вони ще не вилупились. Після вилуплення кожен звук включали обом групам курчат. Кожен набір курчат послідовно вибирав звуковий сигнал, який йому відтворювали в пренатальному періоді. 
Ще один експеримент короткочасно розкривав китайські ієрогліфи двом групам людей. Потім їм сказали, що ці символи представляють прикметники, і попросили оцінити, чи мають символи позитивні чи негативні відтінки. Символи, які раніше бачили суб'єкти, постійно оцінювались позитивніше, ніж ті, яких вони не бачили. У подібному експерименті людей не просили оцінити конотації символів, а описати їхній настрій після експерименту. Члени групи, яким показували одні й ті самі символи декілька разів, повідомляють, що вони мають кращий настрій, ніж ті, що бачили символи лише по одному разу. В іншому варіанті випробовуваним показали зображення на тахістоскопі протягом дуже короткої тривалості, яке не могло сприйматися свідомо. Цей підсвідомий вплив дав той самий ефект, , хоча важливо зазначити, що підсвідомі ефекти навряд чи можуть виникнути без контрольованих лабораторних умов.
Зайонц стверджує, що немає емпіричних доказів того, що пізнання передує будь-якій формі прийняття рішень. Попри те, що це загальне припущення, Зайонц стверджує, що більш ймовірно, що рішення приймаються практично без пізнання. Він прирівнює прийняття рішення щодо чогось із симпатією. Це означає, що ми обдумуємо причини для раціоналізації рішення частіше, ніж прийняття самого рішення.

### Гетцингер (1968)
Чарльз Гетцингер провів експеримент, використовуючи ефект знайомства для свого класу в державному університеті штату Орегон. Студент Гетцингера приходив на заняття у великій чорній сумці, з якої виднілися лише ноги. Чорна сумка сиділа за столом в задній частині класу. Експеримент Гетцінгера полягав у спостереженні, чи будуть студенти поводитися з чорною сумкою відповідно до ефекту знайомства Зайонца. Його гіпотеза підтвердилася. Учні класу спочатку ставилися до чорної сумки вороже, що з часом перетворилося на допитливість і, врешті-решт, дружбу.  Цей експеримент підтверджує ефект знайомства Зайонца, просто представляючи студентам чорну сумку знову і знову, в них змінювалося їхнє ставлення або, як заявляє Зайонц, «багаторазовий вплив стимулу на людину є достатньою умовою для покращення її ставлення до нього». 

### Борнштейн (1989)
Метааналіз з 208 експериментів виявив, що ефект знайомства є стійким і надійним. Цей аналіз показав, що ефект є найсильнішим, коли незнайомі подразники представлені коротко. Знайомство зазвичай досягає свого максимального ефекту протягом 10–20 презентацій, а деякі дослідження навіть демонструють, що симпатія може зменшитися після тривалої серії показів. Наприклад, люди зазвичай більше люблять пісню після того, як її почули кілька разів, але багато прослуховувань можуть зменшити це відчуття. Затримка між демонстрацією та вимірюванням симпатії насправді має тенденцію до збільшення сили ефекту. Вплив на дітей слабкіший, а на малюнки та картини порівняно з іншими типами стимулів.

### Зола— Морган (2001)
На підтвердження твердження Зайонца про те, що афект не потребує освідомлення, Зола — Морган провів експерименти на мавпах з ураженнями мигдалини (структура мозку, що реагує на афективні подразники). У своїх експериментах Зола–Морган довів, що ураження мигдалини погіршує афективне функціонування, але не когнітивні процеси. Однак ураження в гіпокампі (структурі мозку, що відповідає за пам'ять) погіршує когнітивні функції, але залишає емоційні реакції повністю функціональними.

## Перцептивна плавність
Ефект знайомства свідчить про те, що багаторазовий вплив подразника збільшує перцептивну плавність — легкість, з якою стимул може бути оброблений. Перцептивна плавність, своєю чергою, посилює позитивний афект. Дослідження показали, що багаторазовий вплив збільшує перцептивну плавність, підтверджуючи позитивний афект на автобіографічну пам'ять та перцептивне навчання. Це було підтверджено і в пізніших дослідженнях.

## Застосування

### Реклама
Найбільш очевидним є застосування ефекту знайомства у маркетингу, але дослідження його ефективності щодо підвищення ставлення споживачів до певних компаній та товарів неоднозначні. В одному з досліджень було перевірено ефект знайомства за допомогою банерної реклами на екрані комп'ютера. Студентам було запропоновано прочитати статтю на комп'ютері, поки банерна реклама блимала у верхній частині екрана. Результати показали, що кожна група, яка потрапила під «тестовий» банер, оцінила рекламне оголошення вигідніше, ніж інші оголошення, що відображалися рідше або взагалі не відображалися. Це дослідження підтверджує ефект знайомства.
Інше дослідження показало, що вищий рівень представленості у ЗМІ пов'язаний із нижчою репутацією компаній, навіть коли представлення переважно позитивне. Подальший огляд дослідження дійшов висновку, що вплив призводить до амбівалентності, оскільки це спричиняє велику кількість асоціацій, які, як правило, бувають як позитивними, так і негативними. Згадка у ЗМІ, швидше за все, буде корисною, коли компанія чи товар є новими та незнайомими споживачам. «Оптимальний» рівень знайомства реклами може не існувати.
У рекламному світі ефект знайомства свідчить про те, що споживачам не потрібно пізнавати рекламу: достатньо простого повторення, щоб зробити «слід пам'яті» у свідомості споживача та несвідомо вплинути на їхню споживчу поведінку. Один вчений пояснює цей взаємозв'язок наступним чином: «Тенденції підходу, створені ефектом знайомства, можуть бути наперед встановленими в тому сенсі, що вони не вимагають типу навмисної обробки, яка необхідна для формування ставлення до бренду».

### Інші сфери
Ефект знайомства існує у більшості людських областей прийняття рішень. Наприклад, багато біржових торговців, як правило, інвестують у цінні папери вітчизняних компаній лише тому, що вони їм більше знайомі, хоча міжнародні ринки пропонують подібні або кращі альтернативи. Ефект знайомства також спотворює результати опитувань по ранжуванню журналів; науковці, які раніше публікувались або робили рецензії для певного академічного журналу, оцінюють його значно вище, ніж ті, хто цього не робив. Існують неоднозначні результати щодо впливу ефекту знайомства на стосунки між соціальними групами. Коли групи вже негативно ставляться один до одного, подальший контакт може посилити ворожість. Статистичний аналіз структури голосування виявив, що відомість кандидатів має сильний вплив на кількість голосів, яку вони отримають, на відміну від популярності їхньої політики.